# Daniel Sodenkamp
Daniel Sodenkamp (* 18. April 1967 in Dortmund) ist ein deutscher Politiker (ehem. FDP).

## Leben
Daniel Sodenkamp wurde 1967 geboren. Er hat ein Diplom in Psychologie und ist Doktor der Philosophie. Zudem verfügt über Ausbildungen in der Bank- und Versicherungsbranche.

## Partei
Daniel Sodenkamp trat 1987 in die FDP ein. In den Jahren 1988 bis 1990 gehörte er dem Kreisvorstand der FDP Dortmund an. Danach ließ er sein politisches Engagement für 10 Jahre ruhen, um sich seinem Studium und seiner Promotion zu widmen. Ab 1999 begann Sodenkamp erneut, sich in der FDP zu betätigen. Von 2000 bis 2002 war er stellvertretender, von 2002 bis Oktober 2006 war er Kreisvorsitzender der FDP im Ennepe-Ruhr-Kreis. Von 2003 bis Mai 2006 war er Mitglied im Landesvorstand der FDP NRW. Im Jahr 2010 erklärte Daniel Sodenkamp seinen Austritt aus der FDP.
Sodenkamp war einige Jahre Mitglied in der Partei Alternative für Deutschland und trat nach eigenem Bekunden dort aus, da sich die Partei von einer wirtschaftsliberalen zu einer nationalsozialistischen gewandelt habe.

## Öffentliche Ämter
Bei der Delegiertenversammlung im Dezember 1999 für die NRW-Landtagswahl 2000 erreichte Daniel Sodenkamp den Listenplatz 25. Bei der nachfolgenden Landtagswahl im Mai 2000 zogen 24 Abgeordnete für die FDP ein. Am 6. Juni 2003 rückte Daniel Sodenkamp für den verstorbenen Jürgen W. Möllemann als Abgeordneter in den Landtag NRW nach. Dort war er Mitglied im Sportausschuss, Ausschuss für Kinder, Jugend und Familie und im Petitionsausschuss.
Bei der Landtagswahl in Nordrhein-Westfalen 2005 konnte er auf Listenplatz 17 aufgrund des deutlich verschlechterten Wahlergebnisses seiner Partei (6,4 % nach zuvor 9,8 %) nicht erneut in den Landtag einziehen. Mit ihm schieden 12 der 24 FDP-Abgeordneten aus dem Landtag aus.